# Quenten Martinus
Quenten Martinus, curaçaoski nogometaš, *7. marec 1991.
Za curaçaosko reprezentanco je odigral tri uradne tekme.